# Oficina Central de Estadísticas de Siria
La Oficina Central de Estadísticas de Siria (en árabe: المكتب المركزي للإحصاء‎, CBS por su nombre en inglés) es la agencia de estadística responsable de recopilar "información relacionada con las actividades y condiciones económicas, sociales y generales" en la República Árabe Siria. La Oficina Central de Estadísticas es responsable frente a la Oficina del primer ministro y tiene sus oficinas principales en Damasco. El CBS fue establecido en 2005 y está administrada por un consejo administrativo encabezado por el vice primer ministro de Asuntos Económicos.